# Günter Dibbern

Günter Dibbern, 2008

Günter Dibbern (* 20. September 1946 in Rendsburg) ist ein deutscher Manager. Er war bis 2010 Vorstandsvorsitzender der Deutschen Krankenversicherung AG (DKV).

## Lebenslauf
Günter Dibbern absolvierte von 1963 bis 1966 eine Ausbildung zum Versicherungskaufmann bei der Iduna Versicherungsgruppe und war von 1966 bis 1968 bei der Iduna Versicherungsgruppe tätig. 1969 bis 1971 studierte er an der Fachhochschule Betriebswirtschaftslehre mit dem Abschluss Dipl.-Betriebswirt. Von 1971 bis 1975 schloss sich ein Studium der Volkswirtschaftslehre an (Dipl.-Volkswirt). 1975 trat er in die Deutsche Krankenversicherung AG ein. Von 1990 bis 2003 gehörte er dem Vorstand an. Von 2004 bis 2010 war er Vorsitzender des Vorstands der Deutschen Krankenversicherung AG sowie Mitglied des Vorstands der ERGO Versicherungsgruppe AG, ab 2005 bis zu seinem Eintritt in den Ruhestand war Dibbern außerdem als Vorsitzender des Vorstands der Victoria Krankenversicherung AG tätig.